# Зоонаглядач
«Зоонаглядач» (англ. Zookeeper) — фільм режисера Френка Корачі  2011 року.

## Зміст
Події фільму розгортаються в зоопарку. Працівник зоопарку (Кевін Джеймс) виявляє, що звірі розмовляють людським голосом. Звірі обожнюють його і бачачи, що він переживає від своєї самотності, допомагають йому налагодити відносини з дівчиною (Леслі Бібб). Однак, одним з її вимог до свого чоловіка є перехід із зоопарку на більш престижну і високооплачувану роботу в автосалоні. Заради неї він здійснює цей вчинок, але незабаром розуміє, що це не те життя, яке він хотів. Він пориває з дівчиною, повертається в зоопарк і розуміє, що любить ту (Розаріо Доусон), яка кілька років працювала з ним пліч-о-пліч.

## У ролях
| Актор          | Роль            |
| -------------- | --------------- |
| Кевін Джеймс   | Гріффін Кіз     |
| Розаріо Доусон | Кейт            |
| Леслі Бібб     | Стефані         |
| Джо Роґан      | Ґейл            |
| Нат Факсон     | Дейв Кіз        |
| Кен Джонг      | Веном           |
| Донні Волберг  | Шейн            |
| Кристал        | капуцин Дональд |

Голосовий акторський склад
| Актор              | Роль            |
| ------------------ | --------------- |
| Адам Сендлер       | капуцин Дональд |
| Нік Нолті          | горила Берні    |
| Сильвестр Сталлоне | лев Джо         |
| Шер                | левиця Джанет   |
| Джадд Апатоу       | слон Баррі      |
| Джон Фавро         | ведмідь Джером  |
| Фейзон Лав         | ведмідь Брюс    |
| Мая Рудольф        | жирафа Моллі    |
| Дон Ріклс          | жаба Джим       |
| Джим Бреєр         | ворон Спайк     |

## Знімальна група
- Режисер — Френк Корачі
- Сценарист — Джей Шерік, Девід Ронн, Нік Бакай
- Продюсер — Уолт Бекер, Тодд Гарнер, Джек Джіррапуто
- Композитор — Руперт Грегсон-Вільямс